# Герцог Санлукар-ла-Майор

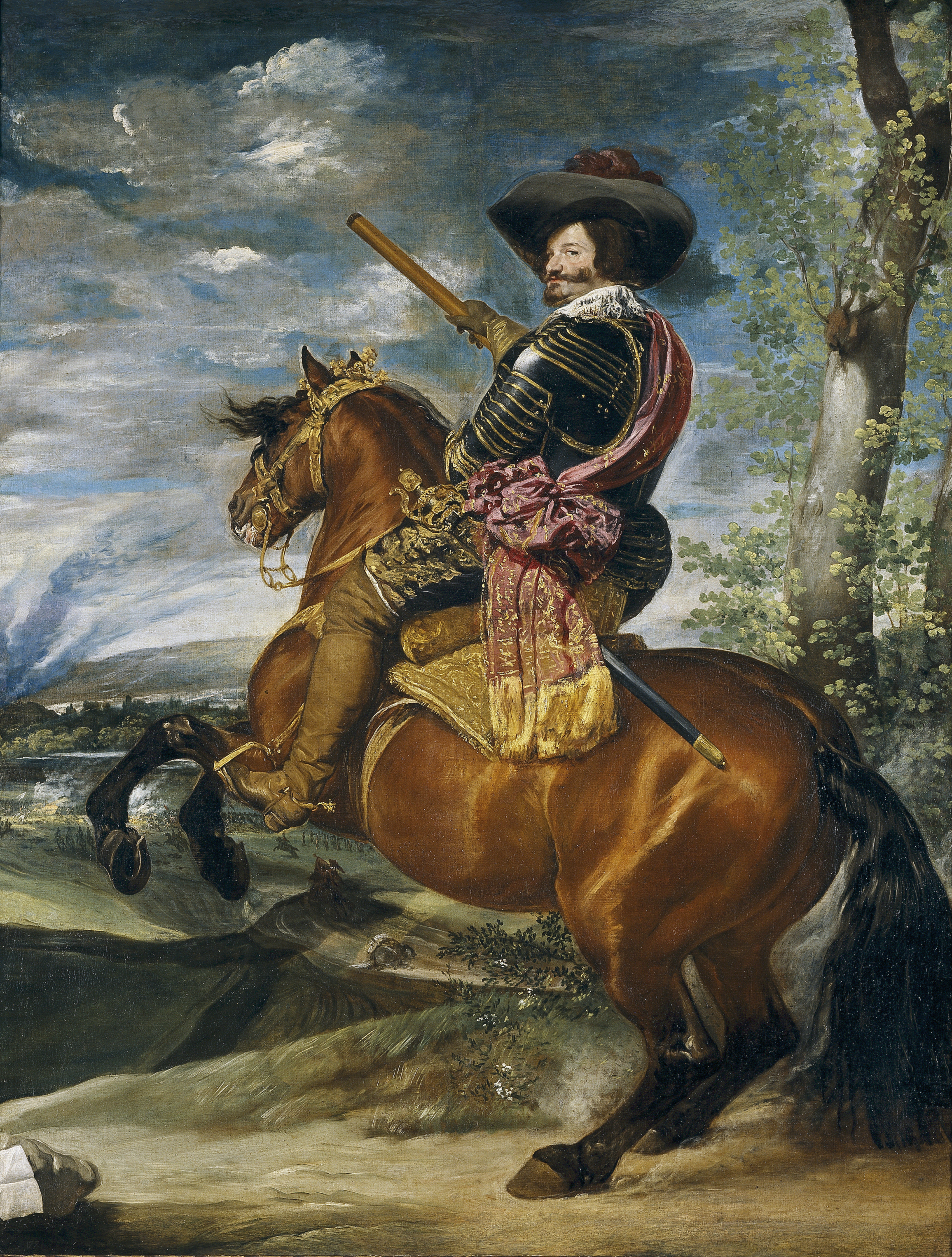
Диего Веласкес. Конный портрет графа-герцога Оливареса. Музей Прадо, Мадрид.

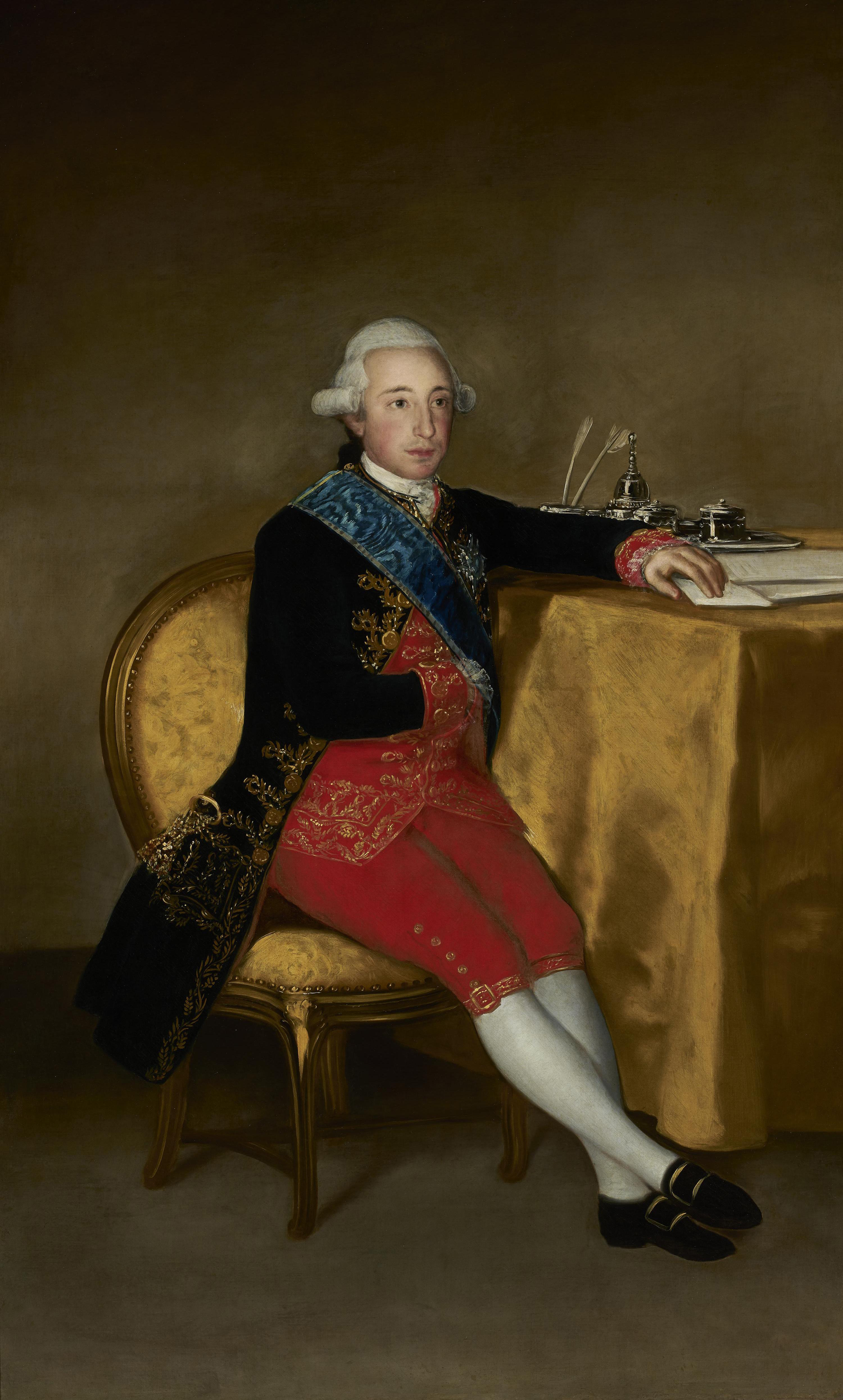
Висенте Хоакин Осорио де Москосо, 12-й граф де Альтамира (1756—1816), автор портрета Франсиско де Гойя, 1787 год, коллекция Банка Испании.

Герцог Санлукар-ла-Майор — испанский аристократический титул. Он был создан по указу короля Испании Филиппа IV 25 января 1625 года для его фаворита и фактического правителя империи Гаспара де Гусмана и Пиментеля (1587—1645), графа-герцога де Оливареса.
Название герцогского титула происходит от названия андалузского муниципалитета Санлукар-ла-Майор в провинции Севилья.

## Герцоги де Санлукар-ла-Майор
|                             | Титул | Период                      |
| Креация создана Филиппом IV | Креация создана Филиппом IV | Креация создана Филиппом IV |
| --------------------------- | --- | --------------------------- |
| I                           | Дон Гаспар де Гусман и Пиментель и Веласко де Товар, 1-й граф-герцог де Оливарес (6 января 1587 — 22 июля 1645), сын Энрике де Гусмана и Риберы, 2-го графа де Оливареса (1540—1607) | 1625 — 1645                 |
| II                          | Дон Энрике Фелипе де Гусман, 2-й граф-герцог де Оливарес (ум. 13 июня 1646), единственный сын предыдущего и Исабель де Анверсы | 1645 — 1646                 |
| III                         | Дон Гаспар Фелипе де Гусман и Фернандес де Веласко, 3-й граф-герцог де Оливарес (1646—1648), единственный сын предыдущего | 1646 — 1648                 |
| IV                          | Дон Гаспар Давила-Месия и Фелипес де Гусман, 2-й маркиз де Леганес (?-?), старший сын Диего Месия де Гусмана, 1-го маркиза де Леганеса (ок. 1580—1655) | 1655 — 1666                 |
| V                           | Дон Диего Давила-Месия и Гусман, 3-й маркиз де Леганес, 2-й маркиз де Мората (ум. 28 февраля 1711), единственный сын предыдущего | ? — 1711                    |
| VI                          | Дон Антонио Гаспар де Москосо Осорио и Арагон, 9-й граф де Альтамира (1689—1725), сын Луиса де Москосо Осорио, 6-го маркиза де Альмасана (ок. 1660—1698), и Марии Анхелы Эуфрасии де Арагон Фольк де Кардона Фернандес де Кордова и Бенавидес (1666—1726)                                                 | ? — 1725                    |
| VII                         | Дон Вентура Осорио де Москосо и Гусман Давила, 10-й граф де Альтамира, 14-й маркиз де Асторга (1707 — 29 марта 1746), старший сын предыдущего | 1725 — 1734                 |
| VII                         | Дон Вентура Осорио де Москосо и Фернандес де Кордова, 11-й граф де Альтамира (1731 — 6 января 1776), единственный сын предыдущего | 1734 — 1776                 |
| VIII                        | Дон Висенте Хоакин Осорио де Москосо и Гусман, 12-й граф де Альтамира (17 января 1756 — 26 августа 1816), единственный сын предыдущего | 1776 — 1816                 |
| IX                          | Дон Висенте Исабель Осорио де Москосо и Альварес де Толедо, 13-й граф де Альтамира (19 ноября 1777 — 31 августа 1837), старший сын предыдущего от первого брака | 1816 — 1837                 |
| X                           | Дон Висенте Пио Осорио де Москосо и Понсе де Леон (22 июля 1801 — 22 февраля 1864), 14-й граф де Альтамира, сын Висенте Феррера Исабель Осорио де Москосо и Альварес де Толедо, герцога де Сесса (1777—1837), и Марии дель Кармен Понсе де Леон и Карвахаль, 6-й герцогини де Монтемар (1780—1813)        | 1837 — 1848                 |
| XI                          | Донья Мария Кристина Осорио де Москосо и Карвахаль, 12-я графиня де Асналькольяр (9 декабря 1829 — 25 июля 1896), старшая дочь предыдущего | 1849 — 1896                 |
| XII                         | Дон Хосе Мария O’Ши и Осорио де Москосо, 13-й граф де Асналькольяр, сын Гилльермо-Энрике O’Ши Монтгморей (1825-?) и Марии Кристины Осорио де Москосо и Карвахаль, 12-й герцогини де Санлукар-ла-Майор | ? — ?                       |
| XIII                        | Дон Луис Мария Руис де Арана и Осорио де Москосо (25 мая 1869 — 20 февраля 1903), младший сын Хосе Марии Руиса де Араны и Сааведры, 8-го графа де Севилья-ла-Нуэва, герцога де Кастель-ди-Сангро (1826—1891)                                                                                              | 1898 — 1903                 |
| XIV                         | Дон Луис Мария Руис де Арана и Мартин де Олива, барон де Линьола (26 сентября 1901 — 17 ноября 1936), единственный сын предыдущего | 1903 — 1936                 |
| XIV                         | Дон Мариано Руис де Арана и Осорио де Москосо, 15-й герцог де Баэна (7 декабря 1861 — 9 января 1953), сын Хосе Марии Руиса де Арана и Сааведра, 8-го графа де Севилья-ла-Нуэва, герцога Кастель-ди-Сангро (1826—1891), и Марии Росалии Осорио де Москосо и Карвахаль, 14-й герцогини де Баэна (1840—1918) | 1940 — 1943                 |
| XV                          | Дон Хосе Мария Руис де Арана и Бауэр, 16-й герцог де Баэна (22 октября 1893 — 27 декабря 1985), единственный сын предыдущего | 1952-1985                   |
| XVI                         | Дон Хосе Мария Руис де Арана и Монтальво (27 апреля 1933 — 30 апреля 2004), сын Хосе Хавьера Руиса де Арана и Фонтагуд, 4-го маркиза де Бренес (1898 — ?), и Марии дель Кармен Монтальво и Оровио | 1988 — 2000                 |
| XXI                         | Донья Мария Кристина Руис де Арана и Мароне, 18-я герцогиня де Баэна (род. 25 марта 1968), старшая дочь предыдущего | 2000 — настоящее время      |